# Loudness war

La tendenza a incrementare il volume medio della stessa canzone (in questo caso Something dei Beatles, masterizzata su CD 4 volte dal 1983) come dimostrato dalle forme d'onda illustrate in questa immagine.

L'espressione loudness war (o loudness race), in italiano traducibile in guerra del volume, si riferisce alla tendenza dell'industria musicale a registrare, produrre e diffondere musica, anno dopo anno, con livelli di volume progressivamente più alti, per creare un suono che superi in volume i concorrenti e le registrazioni dell'anno precedente.
Questo fenomeno può essere osservato in varie aree dell'industria musicale, in particolare nella radiodiffusione e nella pubblicazione di album su CD e DVD. Nel caso dei compact disc, la guerra deriva dal desiderio di artisti e produttori di creare dischi che suonino a un volume sempre più alto o perlomeno maggiore di quello degli artisti e delle etichette discografiche concorrenti.
Tuttavia, dato che l'ampiezza massima del livello sonoro di un CD non può superare un certo limite, il volume complessivo può essere aumentato soltanto riducendo la gamma dinamica. Tutto ciò è fatto spingendo il materiale sonoro con un volume più basso a un livello più alto, mentre i picchi di volume più alti vengono o distrutti o notevolmente compromessi. L'uso estremo di questa compressione può introdurre distorsioni e clipping nella forma d'onda della registrazione.

## Introduzione

### Il volume
Quando si mettono a confronto due registrazioni con livelli differenti, è probabile che quella dal volume più alto venga considerata anche quella che suona meglio. Ciò può essere attribuito al modo in cui l'orecchio umano risponde a differenti livelli di pressione sonora: la nostra capacità di reagire ai cambiamenti di frequenza cambia a seconda delle differenze nei livelli di pressione sonora (SPL); più cresce la SPL, maggiore è l'ammontare di basse e alte frequenze che percepiamo. La musica coi livelli sonori più alti è ascoltata e percepita più facilmente in ambienti rumorosi come una macchina, un treno o le strade trafficate della città. Un volume più alto dei livelli sonori può inoltre "rendere" meglio su sistemi di riproduzione di bassa qualità come i formati audio internet, radio AM, televisori monofonici e telefoni. A causa della corsa delle stazioni radio ad accaparrarsi gli ascoltatori e alla competizione per i clienti tra gli studi di registrazione, si ebbe una vera e propria "corsa agli armamenti" per aumentare il volume. In aggiunta a ciò, gli artisti e la gente dell'A&R cominciarono a richiedere che i master dei loro CD avessero i livelli di volume dei maggiori dischi di musica contemporanea.

### Gli oppositori
Questa pratica fu condannata da parecchi professionisti dell'industria della registrazione, tra cui il tecnico del suono Doug Sax, Geoff Emerick (conosciuto per la sua collaborazione coi Beatles da Revolver a Abbey Road), Steve Hoffman e molti altri, come gli audiofili e gli appassionati di Hi-fi. Anche Bob Dylan ha condannato questa abitudine, dicendo: "Ascoltate queste registrazioni moderne, sono atroci, piene di rumore. Non c'è definizione su niente, niente sulle voci, niente di niente, è come se ci fosse solo un'interferenza continua." 
Il testo seguente fu stampato dentro l'imballaggio del singolo I Walk Alone della band metal Iced Earth: "Questa è una registrazione dinamica metal! Ascoltala ad alto volume! (Ci rifiutiamo di rovinare le nostre produzioni comprimendole all'eccesso e masterizzandole a volumi ridicoli! Ciò uccide la vibrazione e la dinamica del mix. Alza il volume dello stereo e basta!)"
Se un CD è diffuso da una stazione radio, la stazione applicherà il suo metodo di trattamento del segnale, il quale ridurrà ulteriormente il range dinamico del materiale diffuso fino a dei livelli assoluti di ampiezza, senza badare al volume della registrazione originale.
Per quanto concerne i livelli di volume, gli oppositori hanno inoltre richiesto dei cambiamenti immediati all'industria musicale. Nell'agosto del 2006, il vicepresidente dell'A&R di One Haven Music, una società della Sony Music, in una lettera aperta in cui attaccava la loudness war, dichiarò che i tecnici del suono erano costretti, contro la loro volontà o preventivamente, a fornire registrazioni più "rumorose" per potersi guadagnare l'attenzione dei capi dell'industria.
Inoltre, alcune band stanno cominciando a richiedere la ripubblicazione dei loro CD con una distorsione minore. Ciò potrebbe indicare uno scontento pubblico generale per questa pratica e la richiesta di metter fine alla guerra del volume.
Molte band hanno subito questa pratica contro la loro volontà; parecchie organizzazioni sono state create per tentare di rimettere la scelta nelle mani degli artisti. L'organizzazione no-profit Turn Me Up! ha inoltre incoraggiato la vendita di registrazioni più "tranquille", attaccando un adesivo "Turn Me Up!" ("Alza il volume!") sugli album aventi una gamma dinamica "piena".
Gli esperti dell'udito, come un ricercatore della House Ear Institute di Los Angeles, sono inoltre preoccupati che gli album "vittime" della loudness war possano danneggiare l'udito degli ascoltatori, soprattutto quello dei bambini.

### Gli effetti

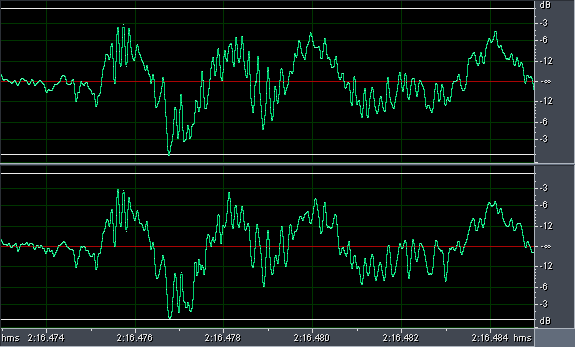
Forma d'onda del transiente di un rullante da una registrazione del 1990.

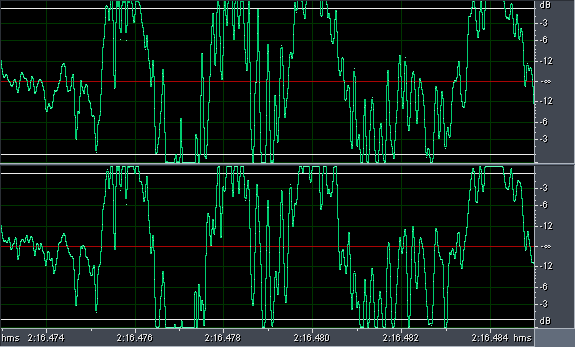
La distorsione della stessa forma d'onda risultante dall'aver aumentato di 9 dB il volume, per raggiungere i livelli medi di volume delle recenti produzioni musicali contemporanee.

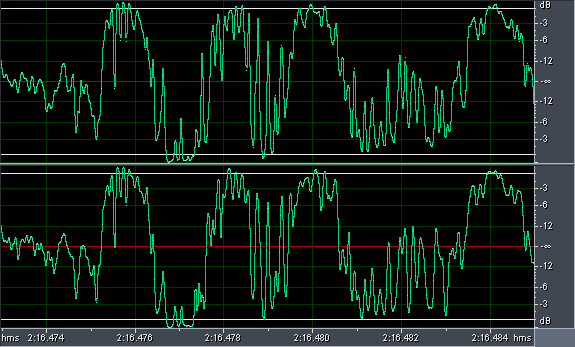
Forma d'onda sottoposta ad un plugin di distorsione e a un aumento di 9 dB per raggiungere i livelli medi di volume delle recenti produzioni musicali contemporanee.

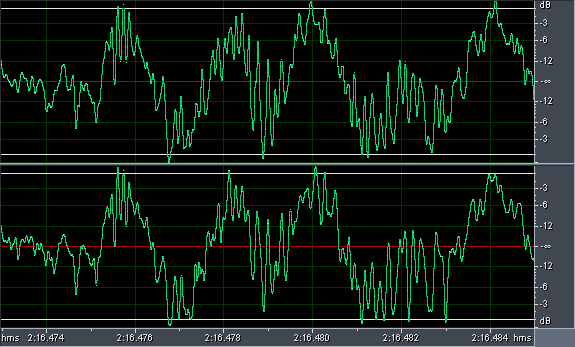
Forma d'onda sottoposta a un plugin limitatore e aumentata di 9 dB per raggiungere i livelli medi di volume delle recenti produzioni musicali contemporanee.

La pratica di aumentare il volume dei CD affinché suonino più forte dei CD concorrenti può portare a due effetti. Dato che esiste un massimo livello di volume disponibile su una registrazione (all'opposto di quanto avviene nella riproduzione, in cui il volume è limitato dalla capacità degli amplificatori e dei diffusori), "pompando" il volume complessivo di una canzone o di una traccia si crea un pezzo che uniformemente e complessivamente suona "forte" dall'inizio alla fine. L'intera canzone è stata, per così dire, appiattita contro il tetto massimo del volume. Ciò crea musica con una ridotta gamma dinamica (differenze minori tra le sezioni con un volume alto e quelle con un volume basso). In definitiva, la musica con una ridotta gamma dinamica è affaticante e insoddisfacente da ascoltare.
L'altro possibile effetto è la distorsione. Nel dominio digitale, a ciò ci si riferisce col termine di clipping. Un media digitale non può emettere segnali più alti del suo fondo scala digitale (0 dBFS), in questo modo ogni volta che il picco di segnale oltrepassa questo punto, la forma d'onda verrà tagliata (clippata). Quando ciò accade, si può a volte produrre un udibile "click". Tuttavia alcuni suoni come i colpi di batteria raggiungeranno il loro picco solo per un breve periodo di tempo e, se quel picco suona molto più "forte" del resto del segnale, questo "click" verrà ripetutamente sentito. In molti casi, i picchi della batteria sono tagliati (clippati) ma non udibili all'ascoltatore occasionale; tuttavia se il clipping avviene di sovente in una registrazione, può rendere il suono della registrazione distorto: un suono che gli ascoltatori percepiranno come penetrante e affaticante da ascoltare. Quanto lo sia è questione di gusto, ma molti CD rock e pop e parecchi CD jazz, soffrono di notevoli quantità di clipping digitale.
D'altra parte, bisogna dire che il media analogico comprime dinamicamente il segnale che eccede il suo punto di saturazione. Questo tipo di distorsione può essere utilizzato anche nel dominio digitale; ciò è possibile trasferendo l'audio elaborato con un nastro oppure, tramite saturazione delle valvole termoioniche, su di un registratore digitale, oppure ancora usando un software che simuli questo effetto (questo processo è di solito definito come "saturazione"). La distorsione analogica, vera o simulata, produce delle armoniche che all'ascolto appaiono dentro il suono come leggeri "crepitii" o "zzz" (fuzz). L'effetto varia a seconda del suono, così come l'ammontare e il tipo di distorsione usati. Dato che la distorsione analogica non è così estesa come il clipping digitale, il risultato è un suono meno penetrante che può dare "calore" alla registrazione, a scapito di una minore risposta dei segnali transienti. La distorsione aumenta proporzionalmente alla saturazione del segnale, variando da trasparente ad altamente udibile, e così come il clipping digitale, certi strumenti possono mascherare meglio di altri la distorsione.
In altri casi, viene usata la compressione del livello audio o, in alternativa, la limitazione. Mentre la distorsione risultante da questo processo è minore, essa ha l'effetto collaterale di ridurre significativamente la risposta dei transienti (molto spesso ciò si traduce con un minore impatto della batteria) e, quando portata a livelli estremi, può ridurre la dinamica naturale di altri strumenti della registrazione.
Le tecniche per aumentare il volume di una registrazione, tuttavia, non sempre affliggono la macrodinamica (la differenza di volume tra sezioni di una canzone) se usate con cura e attenzione. La compressione multi-banda è comunemente usata per ottenere un missaggio più uniforme e più facile da bilanciare, più compatibile per i sistemi di bassa qualità, o per ottenere un certo sound o un effetto artistico. D'altra parte, la compressione della gamma dinamica (o compressione broadcast-style) verrà applicata alla musica per rendere il volume di diverse sezioni della canzone più uniforme. Ciò può rendere la registrazione più adatta a un ascolto ambientale o in luoghi rumorosi ma può anche ridurre l'espressività dinamica della canzone nell'insieme.

## Storia
L'abitudine di concentrarsi sul volume nella fase di mastering può essere tracciata indietro nel tempo fino all'introduzione del compact disc ma esisteva anche all'epoca in cui il vinile era il mezzo più diffuso per pubblicare le registrazioni. Molte compagnie di registrazione si misero a stampare compilation e gli artisti e i produttori le cui canzoni suonavano meno forte degli altri, pretesero che queste venissero ristampate per essere competitive. Inoltre, molte registrazioni della Motown spinsero il volume al limite e l'etichetta divenne "celebre per incidere alcuni tra i più caldi 45 giri dell'industria". Tuttavia, a causa del limite intrinseco del vinile, volume e compressione sulle registrazioni pubblicate furono circoscritte per rendere il supporto fisico riproducibile — restrizioni che non esistono sui supporti digitali come i CD — e come risultato, l'incremento dei livelli di volume non raggiunse mai quello introdotto con i Compact Disc. In aggiunta a ciò, l'elaborazione digitale degli effetti audio basata sui moderni computer permette agli ingegneri del mastering di aver un grande controllo sul volume di una canzone.
Dato che i Compact Disc non erano il supporto primario per la musica popolare fino alla fine degli anni ottanta, non c'era motivo di praticare una loudness war. I CD player erano molto cari e perciò presenti di solito in sistemi di alta qualità che avrebbero fatto notare i difetti di questa pratica.
Come risultato, fu pratica comune produrre compact disc basandosi sui più familiari VU meter analogici. Un determinato punto di questi ultimi (di solito −14 dBFS, o a circa il 20% di ampiezza del disco su una scala lineare) fu usato come punto di saturazione (indicato come 0 dB) di una registrazione analogica, con parecchi dB del livello di registrazione dei CD riservati per l'eccesso di ampiezza del punto di saturazione (la cosiddetta "zona rossa", indicata da una barra rossa sul meter), dato che un segnale digitale non poteva eccedere 0 dB. Il livello medio di una canzone rock del periodo fu attorno a −18 dBFS.
Quando il decennio finì, cominciarono a comparire i primi CD con un livello più forte e il volume dei compact superò via via il limite digitale fino a raggiungere il clipping; i picchi delle registrazioni quindi si avvicinarono al limite dei 0 dB (di solito la media era dei −3 dB) ma solo di rado.
Agli inizi degli anni novanta, alcuni ingegneri del mastering decisero di fare un ulteriore passo e trattare i livelli dei CD esattamente come se fossero i livelli di un nastro analogico, equiparando il fondo scala digitale al punto di saturazione analogica, con registrazioni che suonavano forte abbastanza da raggiungere a ogni picco (o in tutti), vicino ai 0 dBFS o proprio su quel limite. Sebbene ci fossero stati alcuni casi all'inizio (come l'album omonimo dei Metallica del 1991), i dischi masterizzati in questo modo generalmente non apparvero fino al 1992. L'album Dirt degli Alice in Chains e Angel Dust dei Faith No More sono alcuni degli esempi di quell'anno. Il volume dei CD di questo periodo variano molto, a causa delle differenti filosofie degli ingegneri e di chi era coinvolte nel processo di mastering. Questo stile "caldo" del mastering divenne comune nel 1994, sebbene con alcune eccezioni come l'album Superunknown dei Soundgarden pubblicato quello stesso anno.
Il concetto di rendere un CD "più caldo" iniziò ad attrarre le persone dentro l'industria, soprattutto in relazione a quanto i CD suonassero sensibilmente più forte e in parte basandosi sul concetto che i clienti preferivano CD dai volumi più alti. Ingegneri, musicisti ed etichette svilupparono ognuno le proprie idee. Nel 1994, il limitatore digitale brickwall con funzione "look-ahead" fu il primo prodotto di massa. Mentre il volume dei CD aumentava gradualmente negli anni novanta, alcuni spinsero il supporto al limite, come nell'album degli Oasis, (What's the Story) Morning Glory?, che raggiunse una media di −8 dBFS su molte tracce, un evento raro, specialmente nell'anno in cui fu pubblicato (1995). Nel 1997, Iggy Pop partecipò al remissaggio e alla rimasterizzazione dell'album del 1973 Raw Power della sua ex band The Stooges, creando un album che attualmente è forse il più "rumoroso" disco rock mai registrato; con una media di −4 dBFS, inconsueto persino per gli standard di oggi, benché sia divenuto un livello sempre più comune.
Gli standard del loudness raggiunsero il limite negli anni 2000. −10 dB fu lo standard per parecchi anni, livello spesso spinto fino a −9 dB. Tuttavia, un livello tra −6 e −5 dBFS è comune nel rock, nel pop e nella musica rap. Livelli sonori più "tranquilli" oggi sono rari. L'ultima pubblicazione del 2008 ha raggiunto una media di −3 dBFS, come in I-Empire degli Angels & Airwaves, che suona quasi 30 volte più forte delle registrazioni standard THX (−20 dBFS).

## Interpretazioni
Il modo di vedere l'effetto della guerra del loudness è altamente soggettivo. I sostenitori dei CD "rumorosi" dichiarano che i clienti preferiscono questi CD e che sono i più adatti all'ascolto in ambienti affollati. I compact disc contenenti un gran numero di distorsioni sono perciò riprodotti a più basso volume rispetto a quelli non clippati data l'eccessiva asprezza del suono. In molti sostengono che solo una manciata di album sono da biasimare, come l'album dei Red Hot Chili Peppers, Californication (un CD funestato da un così eccessivo numero di clipping digitali ad alta frequenza, che gli appassionati di audio lo hanno ritenuto "inascoltabile"), mentre altri ancora credono che qualsiasi CD che utilizzi il fondo scala digitale dovrebbe essere considerato inaccettabile. Alcuni ascoltatori non gradiscono proprio sentire album masterizzati sulle basi della loudness war. Viceversa, altri potrebbero non percepirne gli effetti o considerarli solo una seccatura minore. Ugualmente, molti ingegneri del mastering credono che uno standard del volume debba comunque essere implementato: comunemente i livelli proposti variano tra lo standard THX (−20 dBfs) per i film e il livello che generalmente è possibile raggiungere senza clipping quando si masterizza da un nastro da 1/4" (−14 dBfs).

## Rimasterizzazioni

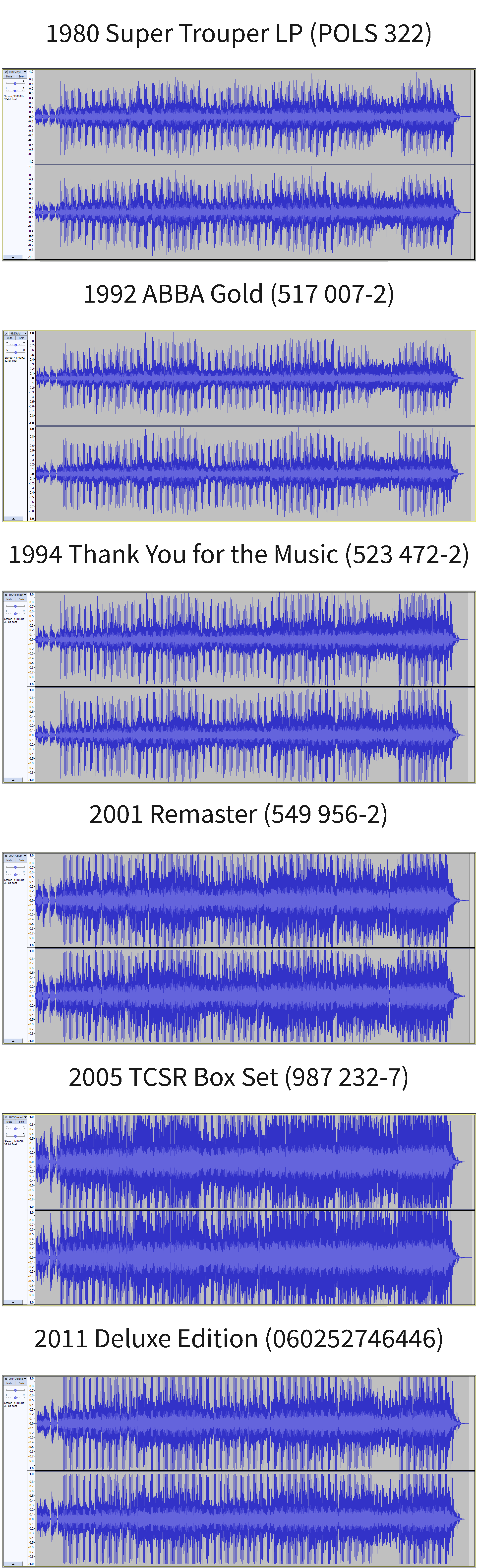
Comparazione delle rimasterizzazioni del brano Super Trouper degli ABBA

Molte registrazioni sono state ripubblicate sotto forma di rimasterizzazioni. Registrazioni precedenti gli LP possono essere rimasterizzate usando il Computer Enhanced Digital Audio Restoration (CEDAR): un restauro digitale dell'audio. Questi strumenti sono concepiti per migliorare la larghezza di banda delle registrazioni e ridurre il rumore di fondo. La risposta critica alle rimasterizzazioni è varia. Alcune volte un'estensione della risposta in frequenza è ben accolta, dato che ciò può migliorare trasparenza e tridimensionalità della registrazione. Altre volte, questo miglioramento può essere controbilanciato da un innaturale ed eccessivo stridore della registrazione.
Molte etichette discografiche possono decidere di incrementare il volume medio delle registrazioni con l'aiuto della compressione, della limitazione e/o del clipping. Ciò è pratica comune in molti remaster di musica pop.

## Altri formati
Attualmente, la loudness war affligge per lo più CD audio e di conseguenza qualsiasi MP3 o altra copia ricavata da questi dischi.
Alcune pubblicazioni recenti in vinile non subiscono lo stesso tipo di mastering loudness, benché presente tuttora su molti dischi. Ciò è dovuto in parte alle limitazioni tecniche del supporto e in parte al fatto che il vinile è adesso un prodotto di nicchia, scelto da un piccolo numero di appassionati dell'alta fedeltà—lo stesso ruolo avuto dai CD nella metà degli anni ottanta.
Alcuni SACD e DVD-Audio presentano lo stesso problema. Tuttavia, quasi tutti i DVD-audio contengono anche una traccia Dolby Digital (AC3) o DTS per permettere al disco di essere riprodotto sui primi lettori DVD. Dolby Digital ha un livello medio di volume (−20 dBFS) ben definito e calibrato, così come la traccia DTS. Perciò la traccia ad alta risoluzione del DVD-Audio verrà riprodotta, di norma, allo stesso livello di riferimento.
Col diffondersi dei formati ad alta risoluzione nel mercato audiofilo, la masterizzazione loudness quasi certamente diverrà controproducente, vista l'attenzione che questo target di mercato pone nella qualità del suono e nella dinamica.